# Плавін (Куявсько-Поморське воєводство)
Плавін (пол. Pławin, нім. Altschwemmen) — село в Польщі, у гміні Іновроцлав Іновроцлавського повіту Куявсько-Поморського воєводства.
Населення — 236 осіб (2011).
У 1975-1998 роках село належало до Бидгощського воєводства.

## Демографія
Демографічна структура станом на 31 березня 2011 року:
|          | Загалом | Допрацездатний вік | Працездатний вік | Постпрацездатний вік |
| -------- | ------- | ------------------ | ---------------- | -------------------- |
| Чоловіки | 120     | 21                 | 88               | 11                   |
| Жінки    | 116     | 22                 | 68               | 26                   |
| Разом    | 236     | 43                 | 156              | 37                   |